# 클레온
클레온(고대 그리스어: Κλέων Kleon[*], ? - 기원전 422년)은 기원전 5세기 후반 고대 아테네에서 활동한 정치인, 데마고그이다.

## 생애
클레온은 부유한 피복업체 클레아이네토스라는 인물의 아들이다. 클레온을 비롯한 데마고기는 교양도 없이, 갑자기 출세한 인물로 그려지는 경우가 많지만, 그들은 기존의 대토지 소유자가 아니더라도 수공업을 영위한 부유한 명망가 계층이었다. 투키디데스에 따르면 클레온은 "다른 문제에 대해서도 시민 중 가장 난폭하면서도, 그 당시에는 가장 설득력 있는 인물"이었다.
클레온은 기원전 440년 무렵에 명문가인 디카이오게네스의 딸과 결혼을 하여 정계 진출의 실마리를 잡으려고 한 것 같다. 그러나 페리클레스의 생전에 신인인 클레온의 활약의 기회는 주어지지 않았다. 스트라테고스 직은 베테랑 장군들이 독점하고 있었기 때문에 당초 클레온은 군사적 배경도 쌓지 못했다. 그래서 그는 변론술에 주목하면서, 정계 진출을 노리고 있었다. 이러한 클레온의 무기는 미틸레네 재판에서 마음껏 발휘되었다. 기원전 428년의 미틸레네이 아테네에 반기를 들면서 반란을 일으켰지만, 이듬해에 미틸레네의 반란은 진압되었다. 그는 미틸레네의 남자 모두를 처형하고 여자 아이를 노예로 삼자고 민회에서 제안했다. 첫날 재판에서 자신의 제안이 통과되어 현지 장군의 허락에 그 명령을 쾌속히 전달했다. 그러나 사람들은 너무 가혹한 판결을 후회하고 다시 재판을 했다. 그 결과 디오도토스라는 인물의 제의로 주모자만 처벌하는 결정을 내리고, 명령을 수정하는 쾌속선을 보내 간발의 차이로 집형을 변경했다. 그 반란의 주모자 1000명이 아테네에 보내지면 클레온의 제안으로 그들은 처형되었다.